# 알비레오
알비레오(β Cyg / β Cygni / 백조자리 베타)는 백조자리에서 세 번째로 밝은 별이다. 바이어 번호가 베타이지만, 실제로는 백조자리 감마보다 어둡다. 백조자리의 머리 부분에 있다. 데네브, 백조자리 델타, 백조자리 엡실론과 '북십자가'를 이룬다.

## 이름의 유래

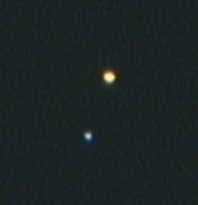
알비레오

알비레오라는 이름은 오역 때문에 생겨난 이름이다. 고대 아랍인들은 이 별을 '닭의 부리'라는 뜻의 '알미나르 알다자자'라고 불렀는데, 로마 학자들이 이 낱말을 식물의 일종이라고 오해하고 이를 압 이레오(ab ireo)로 번역했다. 훗날 사람들이 이것이 '알'로 시작하는 아랍 낱말을 잘못 쓴 것이라고 생각하고 '알비레오'로 바꾸었다.

## 특징

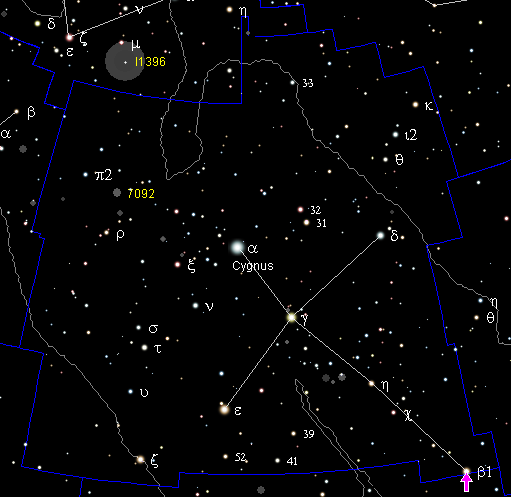
알비레오의 위치

알비레오는 지구에서 385 광년 떨어져 있다. 맨눈으로 봤을 때에는 하나의 별로 보이지만, 망원경이나 쌍안경으로 보면 이중성이라는 것을 알 수 있다. 겉보기 등급으로 3.1인 노란색 백조자리 베타 A와 5.1 등급의 푸른색 백조자리 베타 B가 34초만큼 떨어져 있다. 알비레오는 색깔의 대비가 가장 뚜렷한 쌍성 중의 하나이다. 이 두 별은 실제로는 가까이 있지 않은 겉보기 이중성으로 여겨졌었다. 하지만, 서로 아주 먼 거리로 떨어져 있지만 두 별은 천천히 서로를 중심으로 공전하는 쌍성인 것으로 밝혀졌다.
백조자리 베타 A는 근접쌍성이다. 즉, 백조자리 베타 B외에도 가까이에 동반성을 더 가지고 있다.